# Odrodzenie (album)
Odrodzenie – siódmy album studyjny polskiego rapera Tymka, wydany 1 kwietnia 2022 przez wytwórnię Kayax. Płyta składa się z trzech minialbumów, które zostały wydane w dniu wydania albumu. „Odrodzenie” zajęło 19. miejsce na liście OLiS.

## Historia
5 stycznia 2022 w mediach społecznościowych artysty opublikowana została informacja o jego rzekomej śmierci. Tego samego dnia ukazał się film krótkometrażowy pt. „Król życia” zapowiadający minialbum o tym samym tytule. W filmie użyte zostały utwory pt. „Jeden uśmiech Twój” oraz „Odurzony snem”. „Król życia” wydany został 1 kwietnia 2022 roku i zajął 7. miejsce na liście OLiS.
11 lutego opublikowany został film krótkometrażowy pt. „Romantyk”, w którym raper zagrał główną rolę Józefa. W filmie użyte zostały utwory pt. „Blizny” oraz „Cudzysłów”. EPka o tym samym tytule zajęła 6. miejsce na liście OLiS.
W lutym w mediach społecznościowych artysty zamieszczono post informujący o poszukiwaniach statystów do nowego filmu krótkometrażowego, który miał zostać nagrany 22–24 lutego w Nowym Sączu. 17 marca opublikowany został film krótkometrażowy pt. „Niespokojna dusza”, w którym raper zagrał główną rolę Hipolita. W filmie użyte zostały utwory pt. „Bywam ludzki” oraz „Deszcz”. Minialbum „Niespokojna dusza” zajął 8. miejsce na liście OLiS.

## Lista utworów
Opracowano na podstawie materiału źródłowego.
| Nr  | Tytuł utworu              | Długość |
| --- | ------------------------- | ------- |
| 1.  | „Cudzysłów”               | 2:45    |
| 2.  | „Marzę”                   | 3:36    |
| 3.  | „Mów mi tak”              | 2:47    |
| 4.  | „Jeden uśmiech Twój”      | 3:59    |
| 5.  | „Pokrzywy”                | 2:20    |
| 6.  | „Blizny”                  | 2:31    |
| 7.  | „Klakson”                 | 3:12    |
| 8.  | „Zabawmy się dziś w Boga” | 3:23    |
| 9.  | „San Francisco”           | 3:29    |
| 10. | „List”                    | 2:16    |
| 11. | „Odurzony snem”           | 2:53    |
| 12. | „Bywam ludzki”            | 2:23    |
| 13. | „Pończochy”               | 2:37    |
| 14. | „Deszcz”                  | 2:53    |
| 15. | „Naprzemianmieszane”      | 2:59    |
| 16. | „Nostalgia”               | 3:14    |
| 17. | „Trochę, trochę”          | 2:54    |
| 18. | „Metafora”                | 2:41    |
| 19. | „Podążaj”                 | 2:19    |
| 20. | „Lapidarium”              | 1:46    |
| 21. | „Szczerze”                | 2:18    |
|     |                           | 59:15   |